# 七座村
七座村（ななくらむら）は、秋田県北秋田郡にあった村。現在の北秋田市北西端および能代市東端、米代川両岸、奥羽本線前山駅周辺にあたる。

## 地理
- 山：太平山、七座山
- 河川：米代川

## 歴史
- 1889年（明治22年）4月1日 - 町村制の施行により、黒沢村、前山村、今泉村、小繋村、麻生村の区域をもって発足。町名の由来は信仰の対象になっていた七座山と七座神社。
- 1929年（昭和4年）8月27日 - 国鉄奥羽本線の前山信号場が開設。
- 1951年（昭和26年）3月1日 - 前山信号場が駅に昇格。前山駅開業。
- 1955年（昭和30年）
  - 4月1日 - 鷹巣町・栄村・坊沢村・沢口村と合併し、改めて鷹巣町が発足。同日七座村廃止。
  - 10月1日 - 鷹巣町のうち旧村域の一部（小繫・麻生）が山本郡二ツ井町に編入。

## 交通

### 鉄道路線
- 日本国有鉄道
  - 奥羽本線
    - 前山駅

### 道路
- 国道7号